# Recaredo I
Recaredo I (en latín: Flavius Reccaredus) (559-Toledo, 21 de diciembre del año 601) fue rey de los visigodos desde 586 hasta 601.
Hijo y sucesor de Leovigildo y de su primera mujer, combatió a los francos, a los bizantinos (aún presentes en el litoral andaluz) y a los vascones, y hubo de sofocar varias revueltas de los nobles visigodos.
El hecho más destacado de su reinado se produjo en 589, cuando convocó el III Concilio de Toledo en el que, junto con varios nobles y dignatarios eclesiásticos, abjuró del arrianismo y se convirtió al cristianismo católico, con lo que llevó a cabo la unificación religiosa entre visigodos e hispanorromanos, a la que aspiraba su padre de forma inversa y quien, al parecer y paradójicamente, le aconsejó esta vía, quedando así sellada la unidad espiritual y territorial del Reino Visigodo de Hispania.

## Biografía
Hermano de Hermenegildo, fue asociado al trono por su padre convirtiendo la monarquía en hereditaria, lo que levantó las protestas de los nobles visigodos ya que la monarquía visigoda se caracterizaba, precisamente por ser electiva.
En 584, en su deseo de emparentar y alcanzar una alianza con los francos, envió embajadores para desposar con Rigunda, hija de Chilperico I, rey de Neustria, y Fredegunda. Una vez acordado el matrimonio, Rigunda fue enviada junto con una espléndida dote, en agosto de 584, al Reino visigodo de Hispania para casarse con Recaredo. Tras un viaje muy azaroso, con multitud de robos que la dejaron sin nada, llegó a Toulouse, donde recibió la noticia del asesinato de su padre Chilperico, con lo que su matrimonio con el rey visigodo ya no tenía sentido para ser una alianza entre reinos. Poco tiempo más tarde, manteniendo el mismo deseo de emparentar con los francos, Recaredo envió una nueva delegación de embajadores para desposar a Clodosinda, hija de Sigeberto I, rey de Austrasia, y Brunegilda, pero las negociaciones fracasaron por razones que se desconocen.

### Acceso al trono
Cuando murió su padre Leovigildo, Recaredo se encontraba en Septimania. Seguramente permaneció allí, pues proseguía la guerra contra Gontrán I de Borgoña, pese a la derrota de este el año anterior. Carcasona fue atacada de nuevo por Desiderio, noble neustrio que ostentaba el cargo de dux (Duque) de Aquitania, si bien fue rechazado.

### Paz con Austrasia y guerra con Borgoña
Recaredo, aconsejado por su madrastra Gosuinda, envió mensajeros a Childeberto II de Austrasia pidiendo la paz. Había ya pasado mucho tiempo desde que Gosuinda maltratara a Ingundis y el tratado pudo concertarse con cierta facilidad. Como no existía ningún conflicto pendiente con Neustria, sólo uno de los tres reyes merovingios, Gontrán I de Borgoña, permanecía hostil a los visigodos.
Recaredo envió también mensajeros a Gontrán, pero este se negó a recibirlos y cerró la frontera con Septimania. Los visigodos realizaron diversos ataques en la región de la desembocadura del Ródano.

### Ejecución de Sisberto
No mucho después de acceder al trono, el nuevo rey hizo ejecutar al godo Sisberto, responsable de la muerte de su hermano Hermenegildo, aunque probablemente por orden de Leovigildo, pues de no haber tenido la autorización del rey, no hubiera podido desobedecerle tan gravemente y seguir viviendo.
| La conversión de Recaredo: En la era DCXXIIII, en el año tercero del imperio de Mauricio, muerto Leovigildo, fue coronado rey su hijo Recaredo. Estaba dotado de un gran respeto a la religión y era muy distinto de su padre en costumbres, pues el padre era irreligioso y muy inclinado a la guerra; él era piadoso por la fe y preclaro por la paz; aquél dilataba el imperio de su nación con el empleo de las armas, éste iba a engrandecerlo más gloriosamente con el trofeo de la fe. Desde el comienzo mismo de su reinado, Recaredo se convirtió, en efecto, a la fe católica y llevó al culto de la verdadera fe a toda la nación gótica, borrando así la mancha de un error enraizado. Seguidamente reunió un sínodo de obispos de las diferentes provincias de España y de la Galia para condenar la herejía arriana. A este concilio asistió el propio religiosísimo príncipe, y con su presencia y su suscripción confirmó sus actas. Con todos los suyos abdicó de la perfidia que, hasta entonces, había aprendido el pueblo de los godos de las enseñanzas de Arrio, profesando que en Dios hay unidad de tres personas, que el Hijo ha sido engendrado consustancialmente por el Padre, que el Espíritu Santo procede conjuntamente del Padre y del Hijo, que ambos no tienen más que un espíritu y, por consiguiente, no son más que uno. — (Las historias de los godos, vándalos y suevos, de Isidoro de Sevilla, ed. Cristóbal Rodríguez Alonso, León, 1975, pp. 261–263). |

### Conversión de Recaredo
A principios del año 587, Recaredo, que ya debía de tener simpatías católicas, se hizo bautizar en secreto. Desde entonces intentó convencer a los obispos arrianos de que aceptaran la doctrina trinitaria, celebrando tres reuniones: una con los obispos arrianos, a los que animó a reunirse con obispos católicos para discutir los problemas teológicos y determinar cuál era la verdadera fe; una reunión conjunta de obispos católicos y arrianos, con fuertes polémicas entre ambos bandos, y con un Recaredo presionando a favor de los católicos; y finalmente, no habiendo logrado convencer a los arrianos, una reunión con los obispos católicos a los que comunicó que ya había realizado su opción por el catolicismo. Al comunicarles a los obispos católicos su fe, estaban presentes muchos nobles visigodos y al parecer lo siguieron, y hacia la primavera y el verano del 587 las iglesias arrianas fueron expropiadas y entregadas a los católicos.

### Nuevas embajadas a los reyes francos

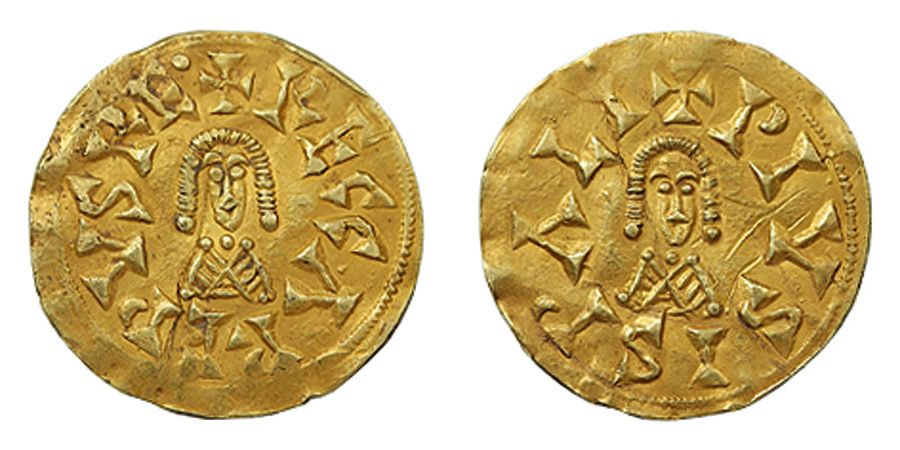
Tremís de oro de Recaredo.

Tras su conversión, Recaredo envió nuevas embajadas a Childeberto de Austrasia y Gontrán de Borgoña. Ofreció a Childeberto una fuerte suma (diez mil sueldos) y el rey austrasiano (aconsejado por su madre Brunegilda) reconoció que Recaredo no era culpable en absoluto de la muerte de Ingundis, concertándose un tratado de alianza. Incluso Recaredo negoció su enlace con Clodosinda, hermana de Childeberto, pero para concederla Brunegilda pidió el asentimiento de Gontrán. La embajada enviada a Borgoña solicitó este consentimiento pero Gontrán se negó a darlo. Unos meses después, Childeberto manifestó su aprobación del enlace, alegando que le constaba que los visigodos ya eran católicos, pero al parecer no llegó a celebrarse, pues en el 589 el rey ya estaba casado con Baddo, su concubina plebeya goda.

### Conspiraciones arrianas y nueva guerra con Borgoña
La reacción arriana no se hizo esperar. El obispo arriano de Mérida, Sunna, y los nobles godos Segga y Vagrila (probablemente condes) proyectaron asesinar al obispo local católico, Masona, y al dux de Lusitania, Claudio, y alzar a toda la provincia, seguramente proclamando rey a Segga. No sabemos el desarrollo de la conspiración, pero parece ser que algunos nobles godos —que habían accedido a volver al arrianismo— recuperaron su antigua fe y que muchos ciudadanos romanos (supuestamente católicos) se les unieron. Al fracasar el intento de asesinato de Masona, uno de los conjurados, el futuro rey Witerico, seguramente conde, reveló los detalles de la conjura. Claudio sofocó fácilmente el intento. A Segga se le cortaron las manos (castigo que parece haber estado reservado a los usurpadores), se confiscaron sus propiedades y fue desterrado a Galicia. Vagrila se refugió en la hoy Basílica de Santa Eulalia (Mérida), y el rey ordenó confiscar sus propiedades y entregarlas a dicha Iglesia, pero el obispo Masona le perdonó y se las devolvió. A Sunna le hicieron la oferta de recibir otro obispado si se convertía al catolicismo (el obispado arriano de Mérida debió quedar suprimido y el católico ya estaba cubierto, en todo caso el obispado ofrecido no sería metropolitano). Sunna se negó y fue desterrado, marchando a Mauritania, donde propagó el arrianismo hasta su muerte violenta, cuya fecha se desconoce (se supone que alrededor de 600).
Recaredo ordenó la quema de todos los libros y textos arrianos, excluyó a los arrianos de cualquier cargo público y suprimió la organización de la Iglesia arriana, que desapareció en pocos años. Algunos godos fueron obligados a convertirse al catolicismo.
Un segundo intento arriano tuvo como protagonistas al obispo Uldila, cuya sede se desconoce, suponiéndose que pudiera ser el obispo de Toledo, que, aunque nominalmente había abjurado, conservaba sus creencias arrianas, y a la reina Gosuinda, viuda de Atanagildo y Leovigildo. La conspiración fue abortada y Uldila enviado al exilio. Gosuinda murió poco después.
Una tercera conspiración se planeaba desde hacía unos meses: algunos nobles de Septimania preparaban una conjura para derrocar al rey. La encabezaban los condes Granista y Wildigerno y el obispo arriano de Narbona, Athaloc. Los conspiradores pidieron ayuda al rey de Borgoña Gontrán (que era católico).
Las hostilidades con Borgoña, suspendidas desde 586, se reanudaron súbitamente en 589. Las fuerzas borgoñonas al mando de Boso, que habían sido llamadas por los conspiradores, se acercaron a Carcasona, que al parecer fue ocupada, pero fueron derrotadas por fuerzas visigodas al mando de Claudio, dux de la provincia lusitana (aparentemente hispanorromano, aunque pudo haber adoptado un nombre romano al convertirse al catolicismo), en las cercanías del río Aude. Los francos dejaron sobre el terreno cinco mil cadáveres y dos mil prisioneros. La derrota fue completa y la seguridad de Septimania quedó asegurada. Parece ser que Granista y Wildigerno murieron en la lucha y que Athaloc falleció poco después de muerte natural.

### El III Concilio de Toledo

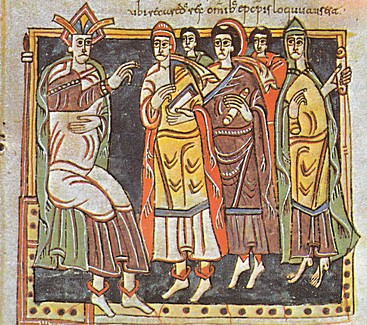
El III Concilio de Toledo en una ilustración del Códice Vigilano, conservado en la Biblioteca de El Escorial.

Poco antes de celebrarse el Concilio de Toledo, Recaredo comunicó que dejaba sin efecto la prohibición para la Iglesia de celebrar sínodos provinciales de obispos.
El 8 de mayo de 589 se inició el III Concilio de Toledo. Recaredo hizo profesión de fe católica y anatematizó a Arrio y sus doctrinas, se atribuyó la conversión del pueblo godo y suevo al catolicismo. Varios obispos arrianos abjuraron públicamente de sus creencias, entre ellos cuatro probablemente suevos: Beccila de Lucus (Lugo), Gardingus de Tute (Tuy), Argiovittus de Portus Cale (Oporto) y Sunnila de Vaceum (Viseo, seguramente de la provincia Lusitana); y otros cuatro godos: Ugnus de Barcino (Barcelona), Fruisclus de Dertosa (Tortosa), Maurila de Palentia (Palencia) y Ubiligisclus de Valentia (Valencia). Sabemos que a la reunión asistió un obispo de Pamplona llamado Loliolo (de nombre godo), pero posteriormente la sede dejó de estar representada hasta el año 684. Las resoluciones del Sínodo arriano de Toledo de 580 fueron condenadas. Asistieron al Concilio setenta y dos obispos, personalmente o mediante delegados (además de los cinco metropolitanos), y fueron las figuras principales el obispo metropolitano de Mérida, Masona, quien propició la conversión de Recaredo y presidió el concilio, Leandro de Sevilla, supuesto instigador de la conversión de Hermenegildo,y el abad del monasterio servitano, Eutropio.

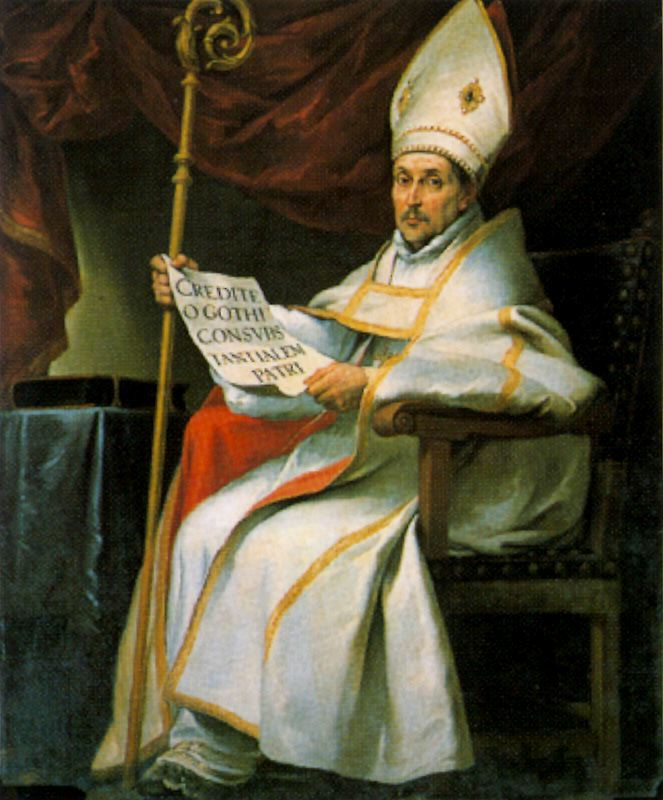
Retrato imaginario de Leandro de Sevilla, principal instigador de la conversión del monarca. Obra de Bartolomé Esteban Murillo.

Las decisiones del Concilio adquirieron fuerza de ley al publicar el rey un Edicto de confirmación del Concilio. La desobediencia era castigada con graves penas (la confiscación de la mitad de los bienes para los honestiores y el destierro y la pérdida de sus propiedades para los inferiores).

### La cuarta conspiración
Después del concilio, en el año 590 se organizó una nueva conspiración encabezada por Argimundo, cubiculario del rey y dux de una provincia, y por personas influyentes del palacio. Aunque los conjurados pretendían asesinar al rey y proclamar en su lugar a Argimundo, se ignora si intentaban restablecer el arrianismo o actuaban movidos por la ambición de poder. Descubierta la conjura, Argimundo sufrió flagelación, decalvación, amputación de la mano derecha y escarnio público.

### Cambios sociales

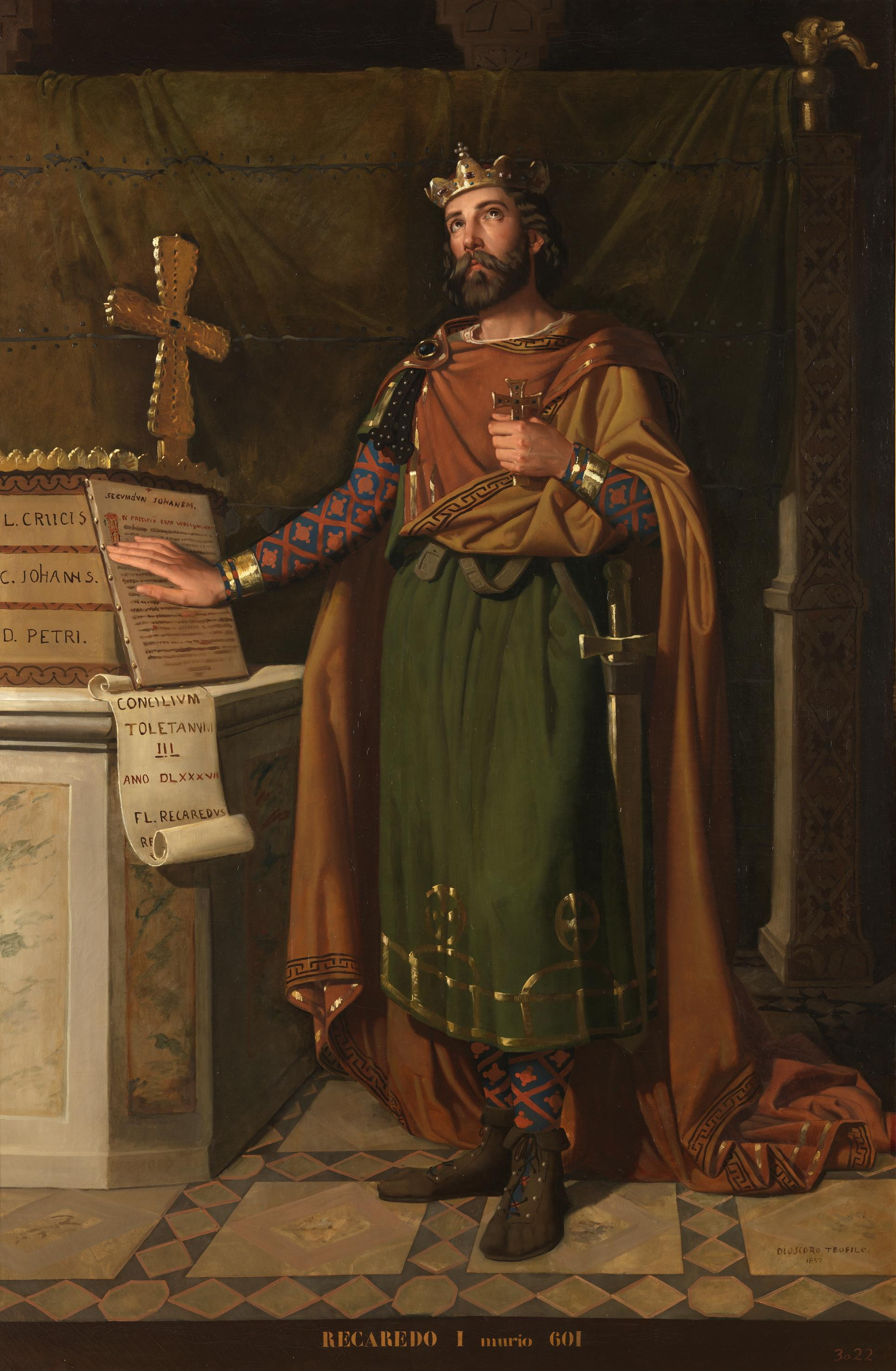
Retrato imaginario de Recaredo, una obra del de Dióscoro Puebla conservada en el Museo del Prado.

Sabemos que, coincidiendo con la conversión al catolicismo, se produjeron algunos cambios sociales entre los godos: su forma de vestir se adaptó a la de los romanos, desapareciendo los tradicionales broches y hebillas, y las propiedades de los difuntos ya no se enterraron con estos, sino que se incineraban.

### Familia de Recaredo

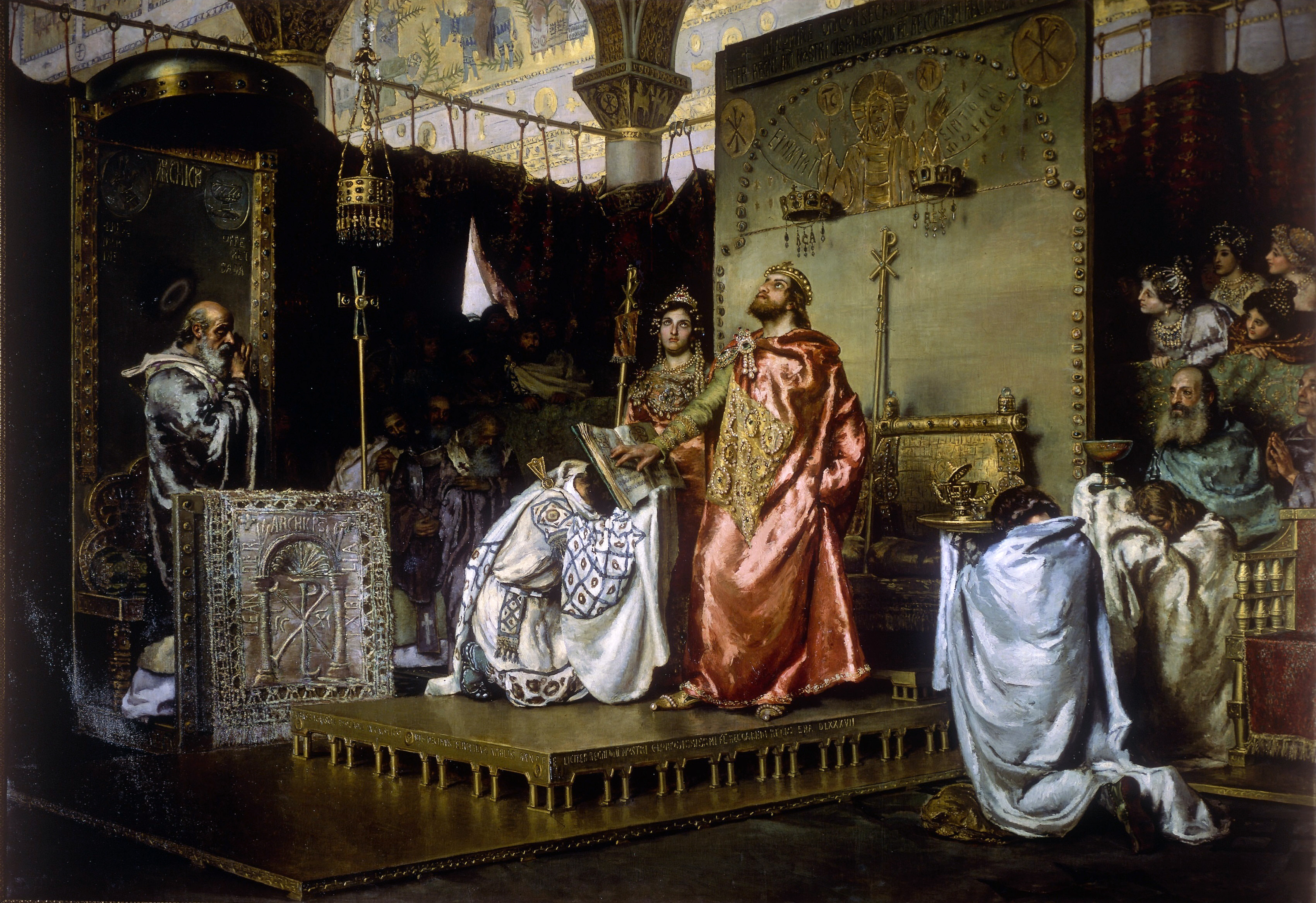
La conversión de Recaredo, de Antonio Muñoz Degrain, 1888 (Palacio del Senado de España, Madrid).

Hubo negociaciones para casar a Recaredo con las princesas francas Rigunthis y Clodosinda, pero no consta que dichos enlaces llegaran a celebrarse. Poco antes del III Concilio de Toledo en 589, Recaredo casó con la plebeya Baddo, Bado o Bada, con quien desde hacía ya algunos años estaba relacionado y había tenido a su hijo Liuva. Su matrimonio fue realizado para complacer a la Iglesia, cuando ya estaba previsto que en dicho Concilio el rey haría profesión pública y solemne de abrazar la fe católica y, por consiguiente, también por parte del reino. De la importancia del acto es prueba el hecho de que Baddo, su esposa, fuese la única reina visigoda que firmó las actas de un Concilio.
Aunque se ignora la fecha de nacimiento del rey, sí se sabe que Hermenegildo, su hermano mayor, había nacido hacia 564, por lo que él mismo hubo de nacer en 565 o después de esta fecha. Por tanto, en 589 contaba como máximo 24 años de edad. Su hermano Hermenegildo se casó en 579, contando, pues, 15 años de edad y su cónyuge, la princesa Ingundis, tendría unos 13 o 14 años. Las negociaciones para casarlo con Rigunthis se realizaron hacia 582 o 583 cuando contaría poco más de 15 años, y las nuevas negociaciones de las que tenemos noticias son de 587, cuando contaba con poco más de 20 años. El enlace ya debía tener cierta urgencia, no por el hecho de que ya era rey (pues la monarquía no era hereditaria), sino por la edad de Recaredo, que inmediatamente casó con Baddo, su antigua concubina.
Su hijo, Liuva, nació hacia 581 o 582, en todo caso antes de 584, y era producto de su relación con Baddo antes del matrimonio canónico, extremo apoyado por el texto de la Crónica de San Isidoro, que dice: «Ignobile quidem matre progenitus, sed virtutum indole in signitus» (que podría traducirse por «Fue creado por una madre sin duda oscura, pero destacó su carácter virtuoso»).

### La cuestión bizantina
Hacia 599 hubo una guerra contra los bizantinos, sin que sepamos las causas ni la evolución, aunque parece que la lucha fue favorable a Bizancio, que ocupó algunos territorios, no muy extensos en todo caso. Debió ser tras ello cuando Recaredo solicitó, por mediación del Papa, una copia del tratado concertado con los bizantinos, que fijaba los límites de la provincia de Spania, porque es posible que el ejemplar de los visigodos se hubiera perdido y el ejemplar imperial se supone destruido en un incendio seguramente en 564 o 565. El Papa le respondió que desistiera de ello, pues, caso de aparecer el tratado, aun con las presuntas conquistas bizantinas, el reino visigodo resultaría perjudicado, ya que la extensión de la provincia debía ser menor que en el momento del tratado (¿551?, ¿564?). Como sabemos que Leovigildo había recobrado toda o parte de la región del Estrecho con Asidona, las regiones cercanas a Málaga y Baza, y tal vez la misma Baza, y probablemente el territorio entre Baza y Málaga, las regiones ocupadas por los bizantinos se situarían bien en la zona costera entre Málaga y Cartagena o bien en la zona del Estrecho.

### Muerte de Recaredo
Recaredo murió en Toledo de muerte natural, el 21 de diciembre del año 601, y le sucedió su todavía muy joven hijo Liuva II, del cual distintos autores discrepan sobre su legitimidad.

## Genealogía
| \| \| \| \| \| \| \| \| \| \| \| \| \| \| \| \| \| \| \| \| 16. Teodoredo, 4.º Rey Visigodo \| \| \| \| \| \| \| \| \| \| \| \| \| \| \| \| \| \| \| \| \| \| \| \| \| \| \| \| \| \| \| \| \| \| \| \| \| \| \| \| \| \| \| \| \| \| \| \| \| \| \| \| \| \| 8. Eurico, 7.º Rey Visigodo \| \| \| \| \| \| \| \| \| \| \| \| \| \| \| \| \| \| \| \| \| \| \| \| \| \| \| \| \| \| \| \| \| \| \| \| \| \| \| \| \| \| \| \| \| \| \| \| \| \| \| \| \| \| 17. Atanachildis, Princesa Visigoda \| \| \| \| \| \| \| \| \| \| \| \| \| \| \| \| \| \| \| \| \| \| \| \| \| \| \| \| \| \| \| \| \| \| \| \| \| \| \| \| \| \| \| \| \| \| \| \| \| \| \| \| \| \| 4. Amalarico, 10.º Rey Visigodo \| \| \| \| \| \| \| \| \| \| \| \| \| \| \| \| \| \| \| \| \| \| \| \| \| \| \| \| \| \| \| \| \| \| \| \| \| \| \| \| \| \| \| \| \| \| \| \| \| \| \| \| \| \| 18. ¿? \| \| \| \| \| \| \| \| \| \| \| \| \| \| \| \| \| \| \| \| \| \| \| \| \| \| \| \| \| \| \| \| \| \| \| \| \| \| \| \| \| \| \| \| \| \| \| \| \| \| \| \| \| \| 9. Ragnahilda, Princesa Germánica \| \| \| \| \| \| \| \| \| \| \| \| \| \| \| \| \| \| \| \| \| \| \| \| \| \| \| \| \| \| \| \| \| \| \| \| \| \| \| \| \| \| \| \| \| \| \| \| \| \| \| \| \| \| 19. ¿? \| \| \| \| \| \| \| \| \| \| \| \| \| \| \| \| \| \| \| \| \| \| \| \| \| \| \| \| \| \| \| \| \| \| \| \| \| \| \| \| \| \| \| \| \| \| \| \| \| \| \| \| \| \| 2. Leovigildo, 16.º Rey Visigodo \| \| \| \| \| \| \| \| \| \| \| \| \| \| \| \| \| \| \| \| \| \| \| \| \| \| \| \| \| \| \| \| \| \| \| \| \| \| \| \| \| \| \| \| \| \| \| \| \| \| \| \| \| \| 20. Childerico I, 3.er Rey de los Francos \| \| \| \| \| \| \| \| \| \| \| \| \| \| \| \| \| \| \| \| \| \| \| \| \| \| \| \| \| \| \| \| \| \| \| \| \| \| \| \| \| \| \| \| \| \| \| \| \| \| \| \| \| \| 10. Clodoveo I, 4.º Rey de los Francos \| \| \| \| \| \| \| \| \| \| \| \| \| \| \| \| \| \| \| \| \| \| \| \| \| \| \| \| \| \| \| \| \| \| \| \| \| \| \| \| \| \| \| \| \| \| \| \| \| \| \| \| \| \| 21. Basina de Turingia, Reina de Turingia \| \| \| \| \| \| \| \| \| \| \| \| \| \| \| \| \| \| \| \| \| \| \| \| \| \| \| \| \| \| \| \| \| \| \| \| \| \| \| \| \| \| \| \| \| \| \| \| \| \| \| \| \| \| 5. Clotilde, Princesa de Francia \| \| \| \| \| \| \| \| \| \| \| \| \| \| \| \| \| \| \| \| \| \| \| \| \| \| \| \| \| \| \| \| \| \| \| \| \| \| \| \| \| \| \| \| \| \| \| \| \| \| \| \| \| \| 22. Chilperico II, Rey de Burgundia \| \| \| \| \| \| \| \| \| \| \| \| \| \| \| \| \| \| \| \| \| \| \| \| \| \| \| \| \| \| \| \| \| \| \| \| \| \| \| \| \| \| \| \| \| \| \| \| \| \| \| \| \| \| 11. Santa Clotilde, Princesa Burgundia \| \| \| \| \| \| \| \| \| \| \| \| \| \| \| \| \| \| \| \| \| \| \| \| \| \| \| \| \| \| \| \| \| \| \| \| \| \| \| \| \| \| \| \| \| \| \| \| \| \| \| \| \| \| 23. ¿? \| \| \| \| \| \| \| \| \| \| \| \| \| \| \| \| \| \| \| \| \| \| \| \| \| \| \| \| \| \| \| \| \| \| \| \| \| \| \| \| \| \| \| \| \| \| \| \| \| \| \| \| \| \| 1. Recaredo I, 17.º Rey Visigodo \| \| \| \| \| \| \| \| \| \| \| \| \| \| \| \| \| \| \| \| \| \| \| \| \| \| \| \| \| \| \| \| \| \| \| \| \| \| \| \| \| \| \| \| \| \| \| \| \| \| \| \| \| \| 24. \| \| \| \| \| \| \| \| \| \| \| \| \| \| \| \| \| \| \| \| \| \| \| \| \| \| \| \| \| \| \| \| \| \| \| \| \| \| \| \| \| \| \| \| \| \| \| \| \| \| \| \| \| \| 12. ¿? \| \| \| \| \| \| \| \| \| \| \| \| \| \| \| \| \| \| \| \| \| \| \| \| \| \| \| \| \| \| \| \| \| \| \| \| \| \| \| \| \| \| \| \| \| \| \| \| \| \| \| \| \| \| 25. \| \| \| \| \| \| \| \| \| \| \| \| \| \| \| \| \| \| \| \| \| \| \| \| \| \| \| \| \| \| \| \| \| \| \| \| \| \| \| \| \| \| \| \| \| \| \| \| \| \| \| \| \| \| 6. Severiano, Duque de Cartagena \| \| \| \| \| \| \| \| \| \| \| \| \| \| \| \| \| \| \| \| \| \| \| \| \| \| \| \| \| \| \| \| \| \| \| \| \| \| \| \| \| \| \| \| \| \| \| \| \| \| \| \| \| \| 26. \| \| \| \| \| \| \| \| \| \| \| \| \| \| \| \| \| \| \| \| \| \| \| \| \| \| \| \| \| \| \| \| \| \| \| \| \| \| \| \| \| \| \| \| \| \| \| \| \| \| \| \| \| \| 13. ¿? \| \| \| \| \| \| \| \| \| \| \| \| \| \| \| \| \| \| \| \| \| \| \| \| \| \| \| \| \| \| \| \| \| \| \| \| \| \| \| \| \| \| \| \| \| \| \| \| \| \| \| \| \| \| 27. \| \| \| \| \| \| \| \| \| \| \| \| \| \| \| \| \| \| \| \| \| \| \| \| \| \| \| \| \| \| \| \| \| \| \| \| \| \| \| \| \| \| \| \| \| \| \| \| \| \| \| \| \| \| 3. Teodosia de Cartagena \| \| \| \| \| \| \| \| \| \| \| \| \| \| \| \| \| \| \| \| \| \| \| \| \| \| \| \| \| \| \| \| \| \| \| \| \| \| \| \| \| \| \| \| \| \| \| \| \| \| \| \| \| \| 28. \| \| \| \| \| \| \| \| \| \| \| \| \| \| \| \| \| \| \| \| \| \| \| \| \| \| \| \| \| \| \| \| \| \| \| \| \| \| \| \| \| \| \| \| \| \| \| \| \| \| \| \| \| \| 14. ¿? \| \| \| \| \| \| \| \| \| \| \| \| \| \| \| \| \| \| \| \| \| \| \| \| \| \| \| \| \| \| \| \| \| \| \| \| \| \| \| \| \| \| \| \| \| \| \| \| \| \| \| \| \| \| 29. \| \| \| \| \| \| \| \| \| \| \| \| \| \| \| \| \| \| \| \| \| \| \| \| \| \| \| \| \| \| \| \| \| \| \| \| \| \| \| \| \| \| \| \| \| \| \| \| \| \| \| \| \| \| 7. Teodora \| \| \| \| \| \| \| \| \| \| \| \| \| \| \| \| \| \| \| \| \| \| \| \| \| \| \| \| \| \| \| \| \| \| \| \| \| \| \| \| \| \| \| \| \| \| \| \| \| \| \| \| \| \| 30. \| \| \| \| \| \| \| \| \| \| \| \| \| \| \| \| \| \| \| \| \| \| \| \| \| \| \| \| \| \| \| \| \| \| \| \| \| \| \| \| \| \| \| \| \| \| \| \| \| \| \| \| \| \| 15. ¿? \| \| \| \| \| \| \| \| \| \| \| \| \| \| \| \| \| \| \| \| \| \| \| \| \| \| \| \| \| \| \| \| \| \| \| \| \| \| \| \| \| \| \| \| \| \| \| \| \| \| \| \| \| \| 31. \| \| \| \| \| \| \| \| \| \| \| \| \| \| \| \| \| \| \| \| \| \| \| \| \| \| \| \| \| \| \| \| \| \| \| \| \| \| \| \| \| \| \| \| \| \| \| \| \| \| \| \| |                                           |  |  |  |  |  |  |  |  |  |  |  |  |  |  |  |
| |                                           |  |  |  |  |  |  |  |  |  |  |  |  |  |  |  |
| | 16. Teodoredo, 4.º Rey Visigodo           |  |  |  |  |  |  |  |  |  |  |  |  |  |  |  |
| |                                           |  |  |  |  |  |  |  |  |  |  |  |  |  |  |  |
| |                                           |  |  |  |  |  |  |  |  |  |  |  |  |  |  |  |
| | 8. Eurico, 7.º Rey Visigodo               |  |  |  |  |  |  |  |  |  |  |  |  |  |  |  |
| |                                           |  |  |  |  |  |  |  |  |  |  |  |  |  |  |  |
| |                                           |  |  |  |  |  |  |  |  |  |  |  |  |  |  |  |
| | 17. Atanachildis, Princesa Visigoda       |  |  |  |  |  |  |  |  |  |  |  |  |  |  |  |
| |                                           |  |  |  |  |  |  |  |  |  |  |  |  |  |  |  |
| |                                           |  |  |  |  |  |  |  |  |  |  |  |  |  |  |  |
| | 4. Amalarico, 10.º Rey Visigodo           |  |  |  |  |  |  |  |  |  |  |  |  |  |  |  |
| |                                           |  |  |  |  |  |  |  |  |  |  |  |  |  |  |  |
| |                                           |  |  |  |  |  |  |  |  |  |  |  |  |  |  |  |
| | 18. ¿?                                    |  |  |  |  |  |  |  |  |  |  |  |  |  |  |  |
| |                                           |  |  |  |  |  |  |  |  |  |  |  |  |  |  |  |
| |                                           |  |  |  |  |  |  |  |  |  |  |  |  |  |  |  |
| | 9. Ragnahilda, Princesa Germánica         |  |  |  |  |  |  |  |  |  |  |  |  |  |  |  |
| |                                           |  |  |  |  |  |  |  |  |  |  |  |  |  |  |  |
| |                                           |  |  |  |  |  |  |  |  |  |  |  |  |  |  |  |
| | 19. ¿?                                    |  |  |  |  |  |  |  |  |  |  |  |  |  |  |  |
| |                                           |  |  |  |  |  |  |  |  |  |  |  |  |  |  |  |
| |                                           |  |  |  |  |  |  |  |  |  |  |  |  |  |  |  |
| | 2. Leovigildo, 16.º Rey Visigodo          |  |  |  |  |  |  |  |  |  |  |  |  |  |  |  |
| |                                           |  |  |  |  |  |  |  |  |  |  |  |  |  |  |  |
| |                                           |  |  |  |  |  |  |  |  |  |  |  |  |  |  |  |
| | 20. Childerico I, 3.er Rey de los Francos |  |  |  |  |  |  |  |  |  |  |  |  |  |  |  |
| |                                           |  |  |  |  |  |  |  |  |  |  |  |  |  |  |  |
| |                                           |  |  |  |  |  |  |  |  |  |  |  |  |  |  |  |
| | 10. Clodoveo I, 4.º Rey de los Francos    |  |  |  |  |  |  |  |  |  |  |  |  |  |  |  |
| |                                           |  |  |  |  |  |  |  |  |  |  |  |  |  |  |  |
| |                                           |  |  |  |  |  |  |  |  |  |  |  |  |  |  |  |
| | 21. Basina de Turingia, Reina de Turingia |  |  |  |  |  |  |  |  |  |  |  |  |  |  |  |
| |                                           |  |  |  |  |  |  |  |  |  |  |  |  |  |  |  |
| |                                           |  |  |  |  |  |  |  |  |  |  |  |  |  |  |  |
| | 5. Clotilde, Princesa de Francia          |  |  |  |  |  |  |  |  |  |  |  |  |  |  |  |
| |                                           |  |  |  |  |  |  |  |  |  |  |  |  |  |  |  |
| |                                           |  |  |  |  |  |  |  |  |  |  |  |  |  |  |  |
| | 22. Chilperico II, Rey de Burgundia       |  |  |  |  |  |  |  |  |  |  |  |  |  |  |  |
| |                                           |  |  |  |  |  |  |  |  |  |  |  |  |  |  |  |
| |                                           |  |  |  |  |  |  |  |  |  |  |  |  |  |  |  |
| | 11. Santa Clotilde, Princesa Burgundia    |  |  |  |  |  |  |  |  |  |  |  |  |  |  |  |
| |                                           |  |  |  |  |  |  |  |  |  |  |  |  |  |  |  |
| |                                           |  |  |  |  |  |  |  |  |  |  |  |  |  |  |  |
| | 23. ¿?                                    |  |  |  |  |  |  |  |  |  |  |  |  |  |  |  |
| |                                           |  |  |  |  |  |  |  |  |  |  |  |  |  |  |  |
| |                                           |  |  |  |  |  |  |  |  |  |  |  |  |  |  |  |
| | 1. Recaredo I, 17.º Rey Visigodo          |  |  |  |  |  |  |  |  |  |  |  |  |  |  |  |
| |                                           |  |  |  |  |  |  |  |  |  |  |  |  |  |  |  |
| |                                           |  |  |  |  |  |  |  |  |  |  |  |  |  |  |  |
| | 24.                                       |  |  |  |  |  |  |  |  |  |  |  |  |  |  |  |
| |                                           |  |  |  |  |  |  |  |  |  |  |  |  |  |  |  |
| |                                           |  |  |  |  |  |  |  |  |  |  |  |  |  |  |  |
| | 12. ¿?                                    |  |  |  |  |  |  |  |  |  |  |  |  |  |  |  |
| |                                           |  |  |  |  |  |  |  |  |  |  |  |  |  |  |  |
| |                                           |  |  |  |  |  |  |  |  |  |  |  |  |  |  |  |
| | 25.                                       |  |  |  |  |  |  |  |  |  |  |  |  |  |  |  |
| |                                           |  |  |  |  |  |  |  |  |  |  |  |  |  |  |  |
| |                                           |  |  |  |  |  |  |  |  |  |  |  |  |  |  |  |
| | 6. Severiano, Duque de Cartagena          |  |  |  |  |  |  |  |  |  |  |  |  |  |  |  |
| |                                           |  |  |  |  |  |  |  |  |  |  |  |  |  |  |  |
| |                                           |  |  |  |  |  |  |  |  |  |  |  |  |  |  |  |
| | 26.                                       |  |  |  |  |  |  |  |  |  |  |  |  |  |  |  |
| |                                           |  |  |  |  |  |  |  |  |  |  |  |  |  |  |  |
| |                                           |  |  |  |  |  |  |  |  |  |  |  |  |  |  |  |
| | 13. ¿?                                    |  |  |  |  |  |  |  |  |  |  |  |  |  |  |  |
| |                                           |  |  |  |  |  |  |  |  |  |  |  |  |  |  |  |
| |                                           |  |  |  |  |  |  |  |  |  |  |  |  |  |  |  |
| | 27.                                       |  |  |  |  |  |  |  |  |  |  |  |  |  |  |  |
| |                                           |  |  |  |  |  |  |  |  |  |  |  |  |  |  |  |
| |                                           |  |  |  |  |  |  |  |  |  |  |  |  |  |  |  |
| | 3. Teodosia de Cartagena                  |  |  |  |  |  |  |  |  |  |  |  |  |  |  |  |
| |                                           |  |  |  |  |  |  |  |  |  |  |  |  |  |  |  |
| |                                           |  |  |  |  |  |  |  |  |  |  |  |  |  |  |  |
| | 28.                                       |  |  |  |  |  |  |  |  |  |  |  |  |  |  |  |
| |                                           |  |  |  |  |  |  |  |  |  |  |  |  |  |  |  |
| |                                           |  |  |  |  |  |  |  |  |  |  |  |  |  |  |  |
| | 14. ¿?                                    |  |  |  |  |  |  |  |  |  |  |  |  |  |  |  |
| |                                           |  |  |  |  |  |  |  |  |  |  |  |  |  |  |  |
| |                                           |  |  |  |  |  |  |  |  |  |  |  |  |  |  |  |
| | 29.                                       |  |  |  |  |  |  |  |  |  |  |  |  |  |  |  |
| |                                           |  |  |  |  |  |  |  |  |  |  |  |  |  |  |  |
| |                                           |  |  |  |  |  |  |  |  |  |  |  |  |  |  |  |
| | 7. Teodora                                |  |  |  |  |  |  |  |  |  |  |  |  |  |  |  |
| |                                           |  |  |  |  |  |  |  |  |  |  |  |  |  |  |  |
| |                                           |  |  |  |  |  |  |  |  |  |  |  |  |  |  |  |
| | 30.                                       |  |  |  |  |  |  |  |  |  |  |  |  |  |  |  |
| |                                           |  |  |  |  |  |  |  |  |  |  |  |  |  |  |  |
| |                                           |  |  |  |  |  |  |  |  |  |  |  |  |  |  |  |
| | 15. ¿?                                    |  |  |  |  |  |  |  |  |  |  |  |  |  |  |  |
| |                                           |  |  |  |  |  |  |  |  |  |  |  |  |  |  |  |
| |                                           |  |  |  |  |  |  |  |  |  |  |  |  |  |  |  |
| | 31.                                       |  |  |  |  |  |  |  |  |  |  |  |  |  |  |  |
| |                                           |  |  |  |  |  |  |  |  |  |  |  |  |  |  |  |
| |                                           |  |  |  |  |  |  |  |  |  |  |  |  |  |  |  |